# Engranaje Hirth

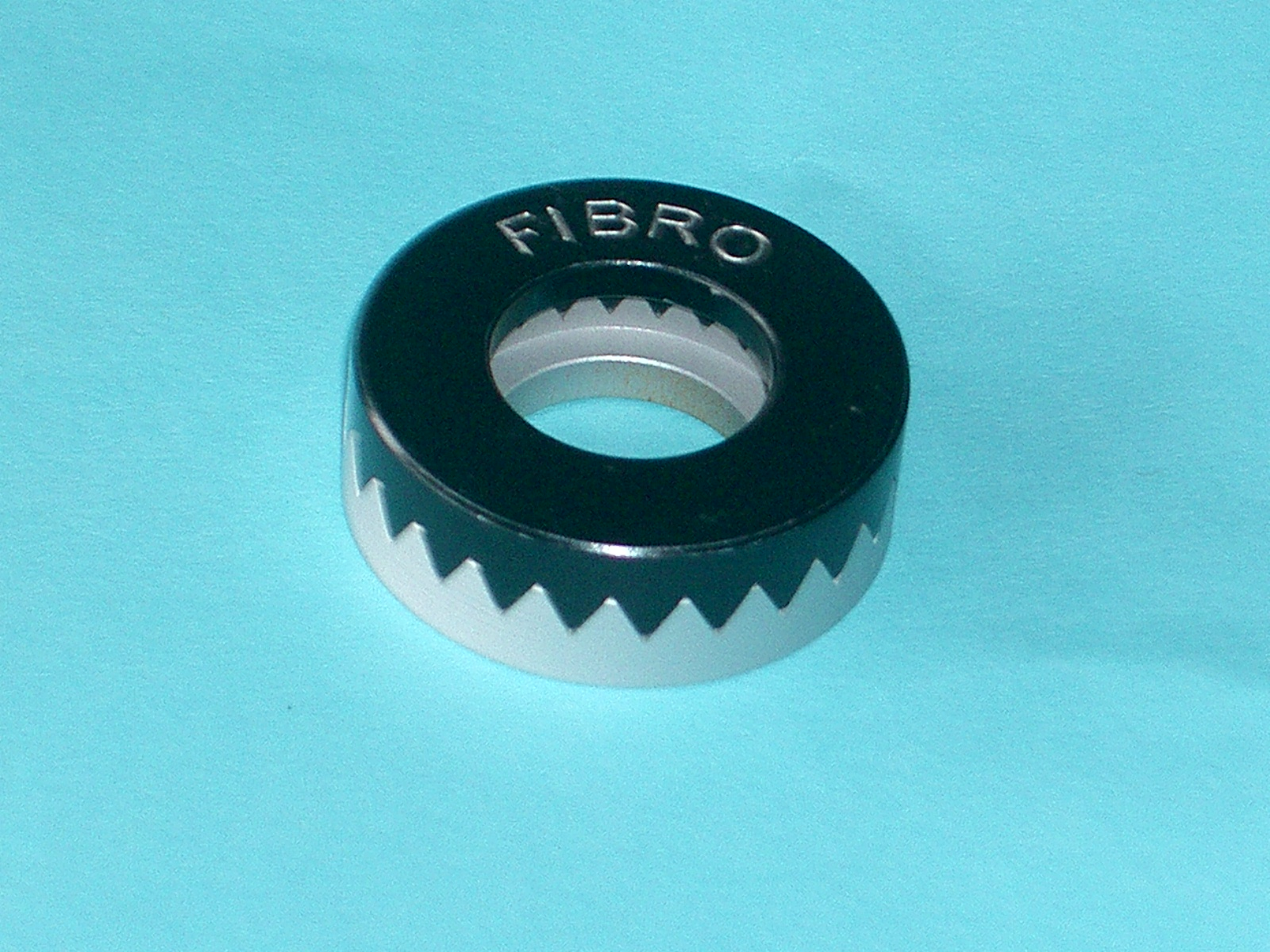
Engranaje Hirth en aluminio anodizado en color para distinguir mejor su forma

Un engranaje Hirth dispone de dos piezas con un dentado en los lados frontales que trabaja axialmente. Es utilizado como embrague fijo de ajuste de forma en elementos giratorios u oscilantes. Fue inventado por el ingeniero alemán Albert Hirth a principios del siglo XX.
En ingeniería mecánica, el dentado Hirth pertenece al grupo de conexiones de ajuste de forma. Debido a que los dientes  engranan firmemente y no deslizan entre sí, no se necesita otro engranaje evolvente. Esto significa que los dientes descansan estáticos y planos unos contra otros. De perfil cónico, están dispuestos radialmente, y facilitan el centrado de los componentes que conectan.
Es adecuado para conectar extremos de eje con engranajes, discos y manivelas, así como diferentes tipos de engranajes o discos. A diferencia de un embrague de empuje, el dentado Hirth para asegurar la unión entre las piezas requiere requiere la aplicación de una carga axial, cuya resistencia depende del momento aplicado y del rozamiento entre los flancos de los dientes.
A diferencia del embrague de garras, el dentado Hirth se puede utilizar como embrague de seguridad, como por ejemplo, para limitar el par transmisible en destornilladores eléctricos sin cables.

## Producción
Gracias a las máquinas herramienta y a los procesos de fabricación modernos, este tipo de engranajes se pueden fabricar de manera rentable. Se utilizan los siguientes procesos de fabricación:

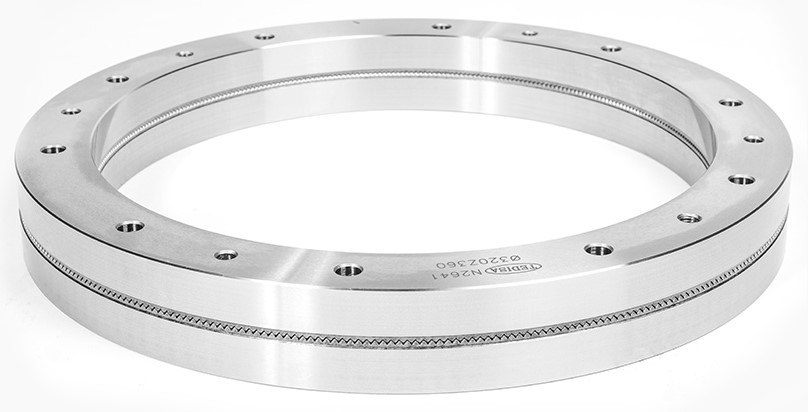
HIRTH SERIE STANDARD

- HIRTH SERIE STANDARDFresado
- Perfilado para conexiones de alta precisión (rectificado)
- Moldeo por inyección
- Forja por caída
- Hilado de flujo
- Sinterización

Geométricamente, se introduce un engranaje recto de 60° en el extremo del eje. Dado que los dientes aumentan de tamaño desde el interior hacia el exterior, la cresta del diente aumenta radialmente desde el interior hacia el exterior, mientras que la raíz del diente disminuye correspondientemente.

## Ventajas
- Se pueden transferir cargas muy altas en un espacio pequeño de solo unas pocas piezas (dos caras dentadas y un perno que las une).
- No hay desfase en la articulación.
- La junta es autocentrante (por eso el acoplamiento Hirth se usa en turbinas de gas de muy altas RPM).
- Si hay algo de desgaste por corrosión que produce aflojamiento, apretar el perno de fijación puede restaurar la firmeza de la unión.

## Inconvenientes
- El proceso de fabricación es complejo, requiere mucho tiempo y, en consecuencia, es caro.

## Aplicaciones

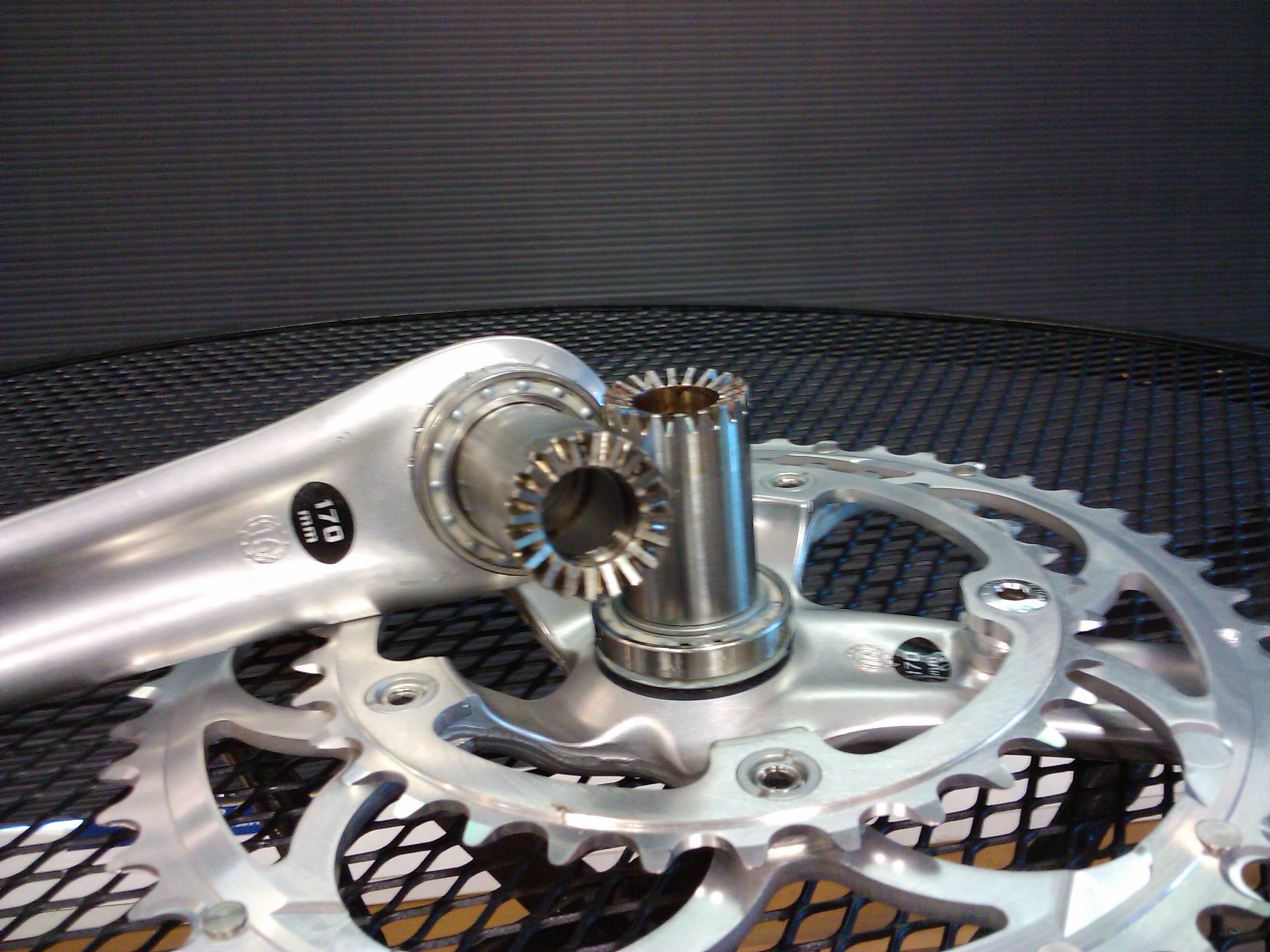
Biela de pedal desmontable de una bicicleta con un dentado Hirth

Debido a su alto coste de producción, rara vez se usaba un dentado Hirth fabricado mediante mecanización. En la década de 1950, los cigüeñales de los motores de dos cilindros del fabricante alemán de motocicletas Adler se hicieron desmontables mediante este tipo de engranajes.
El dentado Hirth se utiliza en cigüeñales que deben poder desmontarse para el montaje de una biela. Sin embargo, el cigüeñal suele estar forjado en una sola pieza y son las bielas las que tienen una base de dos piezas que se atornillan para ensamblarlas.
Otra área de aplicación es la brida desmontable para hélices de una pieza.
El engranaje Hirth también se usa hoy en los compresores de los motores de reacción para aeronaves, en sistemas estacionarios como compresores de todo tipo de máquinas neumáticas y en turbinas de gas.
El eje hueco de la mitad derecha e izquierda de los juegos de bielas del fabricante de componentes Campagnolo y del fabricante de bicicletas "Specialized" para bicicletas de montaña y de carretera se encajan en el medio y se aprietan durante el montaje. Debido al ángulo de flanco muy pronunciado, estas conexiones tienen las características de un embrague de empuje.
La graduación de las mesas de indexación rotativas (un tipo de máquina herramienta) también se logra utilizando engranajes Hirth. Debido al efecto de autocentrado, se puede lograr una precisión en las divisiones de hasta un segundo de arco.
Amortiguadores hidráulicos y coronas de distribución a menudo se integran en motores de automóviles a través del engranajes Hirth.  El dentado también se fabrica mediante procesos como la sinterización o las presiones de flujo.